# Qatar Investment Authority
Pour les articles homonymes, voir QIA.
Le Qatar Investment Authority (QIA) est le fonds d'investissement souverain de l’émirat du Qatar, présidé par Bandar ben Mohammed ben Saoud Al-Thani. Fondé en 2005, il détient en 2024, selon le Sovereign Wealth Fund Institute, 557 milliards de dollars d'actifs.
En juillet 2013, Ahmad al-Sayed est nommé directeur général de QIA et remplace Tamim ben Hamad Al Thani qui était à la direction du fonds depuis 2007 et qui est devenu l’émir du Qatar en juin 2013 à la place de son père, Hamad ben Khalifa Al Thani.

## Histoire
Ce fonds souverain fut créé en 2005 par l’ancien émir du Qatar, Hamad ben Khalifa Al Thani, dans le but de mettre à profit l’excédent budgétaire issu de l’exploitation de réserves qatariennes de gaz et de pétrole.
Pour contrebalancer la forte dépendance de l’économie du Qatar sur les industries extractives, le fonds investit en priorité au niveau international, et notamment aux États-Unis et en Europe.
Ainsi, dès 2005, la QIA crée la succursale Qatar Diar qui investit exclusivement dans l'immobilier. Après seulement trois années d’existence, Qatari Diar avait déjà investi 60 milliards de dollars dans ce secteur.

## Filiales
Qatar Investment Authority est l’unique actionnaire de Qatari Diar et de Qatar Holding LLC. Elle est actionnaire de Qatar Sport Investments (QSI), de la Qatar National Bank (à 50 %) et de la Banque islamique du Qatar dont elle possède 16 % des participations.

## Investissements

### Historique
QIA contrôle 7,5 % du capital d'EADS, 10,3 % des actions de la Bourse de Londres, 17 % de Volkswagen et de 3 % de Total.
QIA est actionnaire du groupe Lagardère à hauteur de 12,83 % et a acheté, à Paris, l'hôtel Lambert, l'hôtel Kinski, l'hôtel Landolfo-Carcano, l'hôtel d'Évreux, le palace The Peninsula Paris, l'hôtel Gray d'Albion, l'hôtel de Coislin, les immeubles du Virgin Megastore (le 5 juin 2012), de HSBC et du Lido (décembre 2012) sur les Champs-Élysées, le Royal Monceau.
QIA possède beIN Sports, réseau international qatarien de chaînes de télévision sportives, créé en 2012, exploité conjointement par Qatar Sport Investments, filiale du groupe qatarien Al Jazeera.
En octobre 2014, Qatar Investment Authority signe un accord avec le groupe chinois Citic dans l’optique de mettre en place un fonds commun d’environ 10 milliards de dollars destiné à investir en Chine.
En 2016, la filiale médias de QIA, BeIN Media, rachète les célèbres studios de cinéma Miramax.
En décembre 2016, le groupe d'investissement qatarien fait l'acquisition du géant russe des matières premières Rosneft. Le fonds pourra avoir une participation de 19,5 % du géant russe.
En septembre 2018, l’émir du Qatar, Tamim ben Hamad Al Thani, en visite à Berlin, annonce le déblocage de fonds en Allemagne par QIA. Ces investissements concerneraient le secteur financier allemand, les technologies de l’information, l’intelligence artificielle et la santé, en complément du projet annoncé dans le domaine du gaz naturel liquéfié (GNL). L'ensemble des investissements en Allemagne se monterait à 10 milliards d’euros sur cinq ans. À la bourse allemande QIA possède notamment 12,3 % de Hapag-Lloyd.
Qatar Investment Authority semble privilégier les investissements peu risqués. Cependant, tous ses investissements n’ont pas été des succès retentissants.
C'est notamment le cas de son investissement dans le groupe Volkswagen dont QIA est le plus grand détenteur d’actions privilégiées. Lorsque le groupe a admis en septembre 2015 que plus de 11 millions de ses véhicules étaient équipés d’un logiciel de contrôle des émissions truqué, son action a perdu 35 % de sa valeur en deux jours. QIA subit à cette occasion une perte de 4,6 milliards de dollars en moins de 48 heures.
En novembre 2017, Qatar Investment Authority annonce rapatrier autour de 20 milliards de dollars sur les 300 milliards de dollars dont dispose le fonds souverain, qui pourront servir à renforcer et consolider les banques locales qatariennes et les aider à traverser la crise actuelle, due au blocus, en leur fournissant les liquidités et le capital nécessaires.

### Secteurs d'investissement

#### Finance[26]
- Al Ahli Bank
- Al Rayan Bank
- Alpha Bank
- Doha Bank
- Qatar Islamic Bank
- Qatar National Bank
- Abu Dhabi and Qatar Fund
- Agricultural Bank of China
- Banco Santander Brasil
- Barclays
- Bulgarian-Qatari Company
- Crédit suisse (5,03 %)
- Dragon Capital
- Libyan-Qatari joint investment fund
- QIA Malaysia fund
- QIA and Sudan
- The First Investor
- Vietnam-Qatar Fund
- Qatar and Oman Investment Company
- Qatar-Britain Clean Energy Investment Fund
- Qatar-Sri Lanka Investment Fund
- Commercialbank
- Philippines and Qatar fund
- TFI-Gazprombank fund
- Qatar Dubai Investments
- Qatar-Britain Clean Energy Investment Fund
- Qatar Holding Indonesia
- Industrial and Commercial Bank of China
- Bourse de Londres
- Qatar Exchange
- PME Infrastructure Management Limited Fund

#### Immobilier et hôtellerie
- 10 % du capital d'AccorHotels[27]
- Hôtel Martinez à Cannes
- Hôtel du Louvre à Paris
- Hôtel Concorde Lafayette à Paris
- Hôtel Palais de la Méditerranée à Nice
- Barwa Real Estate Company
- Un complexe hôtelier à Chypre
- Un projet touristique en Égypte, sur la mer Rouge
- Fairmont Raffles
- Four Season Health Care
- MAIA Luxury Resort and Spa
- La Fermière de Cannes (22,7 %)[28]
- Raffles Hotel
- Qatari Diar Brazil property fund
- Qatari Diar Real Estate Investment Company
- Songbird Estates
- Kaladbro Estate
- Moroccan Touristic Engineering Company
- Sharm el-Sheikh resort
- Al-Rayyan Hills
- Al Difaf development
- Park House
- Complexe touristique à Tozeur
- Horizon Towers
- Rawabi
- Sino-Singapore Tianjin Eco-City project
- Lusail development
- Energy City

#### Industrie
- Airbus
- Volkswagen
- TotalEnergies

#### Transport
- Qatar Airways

#### Sport (Qatar Sports Investments)
- Al-Gharafa SC
- Paris Saint-Germain (club omnisports) (créé en 2012) (100 % du club) :
  - Paris Saint-Germain Football Club (racheté le 30 juin 2011 à hauteur de 70 % du capital, détient 100 % des parts depuis le 6 mars 2012)
  - Paris Saint-Germain Football Club (féminines) (racheté le 30 juin 2011 à hauteur de 70 % du capital, détient 100 % des parts depuis le 6 mars 2012)
  - Paris Saint-Germain Handball (racheté le 4 juin 2012)
  - Paris Saint-Germain eSports (créé en 2016)
  - Paris Saint-Germain Judo (créé en 2017)
- SC Braga (à hauteur de 29,6 % du capital)

#### Autres
- Adecoagro
- Atheer
- Bayti
- Bellway PLC
- Cayo Largo del Sur
- Cegelec S.A. (100 %)[29], puis cédé à Vinci
- Chelsea Barracks
- Chelsfield Partners LLP
- City-CenterDC
- Clover Downs
- Delta Commercial Property
- Diar Infrastructure Services Company
- Fisker Automotive, Inc.
- Frankel
- Grosvenor Square
- Harrods
- Hassad Food
- Hochtief
- Hochtief and Qatari Diar JV
- J Sainsbury PLC
- JSM Indochina
- Groupe Lagardère
- Lusail International Media Company
- Miramax Films
- Mushaireb
- NHP Portfolio
- Nicosia property development
- PME Infrastructure Management Limited Fund
- Paris Match
- Petronet LNG
- Plavi horizonti
- Primus Pacific Partners
- Q-West
- QD SBG Group
- Qatar Telecom
- Raffles Medical Group
- Suez Environnement
- Veolia Environnement (5 %)[30]
- Vinci (31 500 000 actions, soit 4 %)[31]
- LVMH (1 %)

## Critiques

### Affaire Barclays
QIA a fait l’objet d’une enquête pénale de la part de l’une des autorités de régulation financière britanniques (Serious Fraud Office, ou SFO) pour des opérations douteuses pendant la crise financière en 2008. En effet, la QIA aurait été impliquée dans des malversations liées à ses contributions à deux levées de fonds par la banque britannique Barclays d’un montant total de 11,5 milliards de livres sterling (GBP) qui n’avaient pas été soumises à l’approbation des actionnaires de la banque. Ces augmentations de capital auraient permis à Barclays d’éviter d’être mises sous le contrôle du gouvernement britannique, comme ce fut le cas de la Royal Bank of Scotland et de Lloyds.

### Financement de groupes terroristes
En octobre 2014, le quotidien britannique The Telegraph a lancé une campagne intitulée « Stop the Funding of Terrorism » pour dénoncer l’attitude laxiste du gouvernement qatarien vis-à-vis du financement du terrorisme. Le Qatar a nié les allégations formulées par The Telegraph, déclarant qu'être une autorité d'investissement musulmane n'impliquait pas le soutien de l'État islamique de l'Irak et du Levant (EIIL). Le Qatar a également souligné son accord pour cesser le soutien des Frères musulmans. Pendant ce temps, The Telegraph a rejeté les accusations d'ingérence éditoriale par ses propriétaires. Brown Lloyd James, une société de relations publiques, a publié une déclaration au nom du journal affirmant que «toutes les décisions concernant le contenu éditorial sont prises par les éditeurs». Cependant, Peter Oborne, le principal commentateur politique du The Telegraph, a démissionné, alléguant que les annonceurs du journal recevaient un traitement préférentiel dans sa couverture.
À la même époque en 2014, la Qatar Awareness Coalition a adressé une lettre ouverte à Harvey Weinstein et Robert Weinstein, les fondateurs des studios de cinéma Miramax, dont la majorité des parts est détenue indirectement par QIA. De plus, en mars 2016, Miramax a été acquis par BeIn Media Group, une société de sports et de médias dirigée par l'exécutif qatari Nasser al-Khelaifi,.
Au lendemain de l'attaque terroriste à Londres, le 3 juin 2017, plusieurs pays du Golfe accusent le Qatar de financer le terrorisme. Le président des États-Unis Donald Trump déclare le 6 juin 2017 « tous les éléments pointent vers le Qatar dans le financement de l'extrémisme religieux ».
Cette accusation survient après une visite du président Donald Trump en Arabie saoudite pour la signature de 380 milliards de dollars en contrat d'armes et autres. L'Arabie saoudite et le Qatar entretiennent de mauvaises relations depuis quelques années.

### Qatar Islamic Bank
QIA détient 16,67 % des parts de la Banque islamique du Qatar, la première institution financière islamique du Qatar. Cette banque propose exclusivement des services financiers en conformité avec la charia.
Selon le Consortium Against Terrorist Finance (CATF), Qatar Islamic Bank entretiendrait des relations de correspondance bancaire avec des institutions en lien avec des groupes terroristes ou extrémistes. Le Consortium cite comme exemple la banque saoudienne Al-Rajhi Bank, qui a fait l’objet d’une enquête par les autorités américaines pour ses liens avec les commandos des attentats du 11 septembre 2001.
Qatar Islamic Bank compte aussi parmi ses correspondants Jordan Islamic Bank qui est elle-même l’une des banques fondatrices d’Al-Aqsa Islamic Bank, une organisation basée aux États-Unis et prenant part au financement du Hamas et d’Al-Qaïda.
Le théologien Youssef al-Qaradâwî a présidé le conseil de surveillance de la charia jusqu’en 2010.